# Prefettura di Aksu
La prefettura di Aksu (in cinese: 阿克苏地区, pinyin: Ākèsū Dìqū; in uiguro: ئاقسۇ ۋىلايىتى, Aqsu Wilayati) è una prefettura della provincia del Sinkiang, in Cina.

## Suddivisioni amministrative
- Aksu
- Contea di Wensu
- Contea di Xayar
- Contea di Baicheng
- Contea di Awat
- Contea di Kuqa
- Contea di Kalpin
- Contea di Xinhe
- Contea di Wushi